# Sofia Karlsson (sångare)

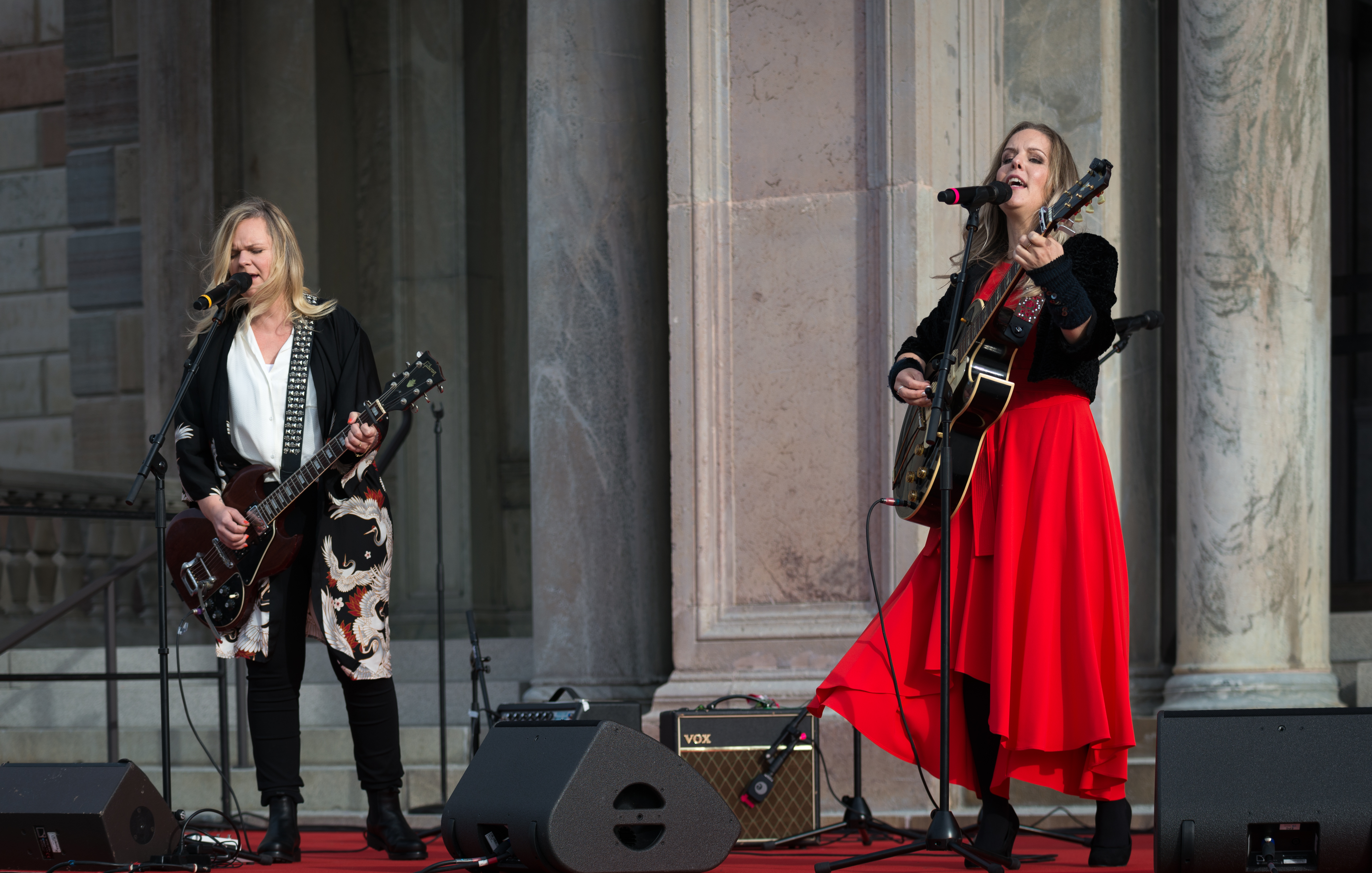
Sofia Karlsson uppträder i samband med nyinvigningen av Nationalmuseum i Stockholm den 13 oktober 2018.

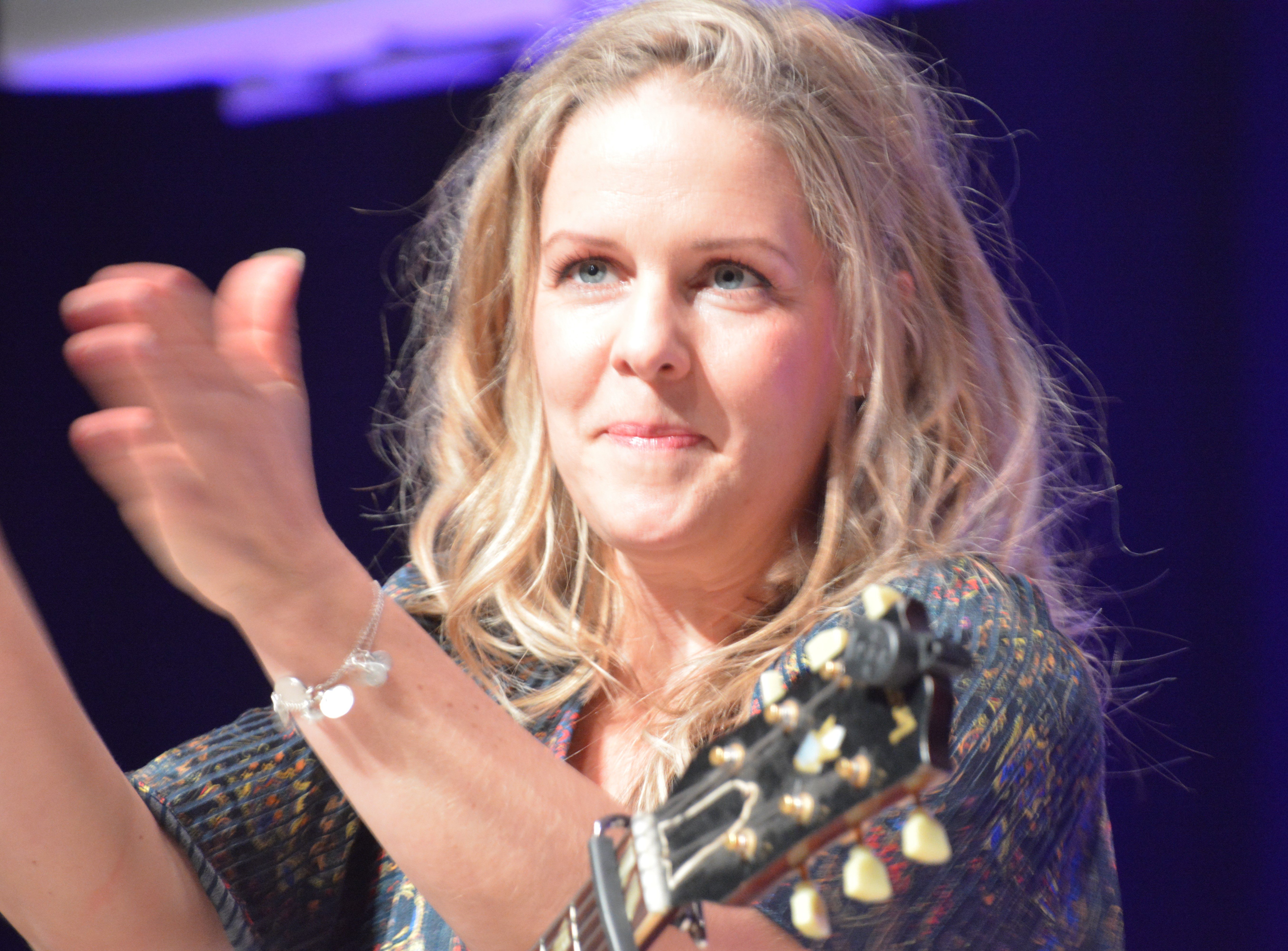
Sofia Karlsson uppträder på Aula Medica i Stockholm i oktober 2019.

Johanna Sofia Blåsippa Karlsson, född 25 mars 1975 i Farsta församling i Stockholm, är en svensk musiker, låtskrivare och skådespelare.

## Biografi
Karlsson gick folkmusiklinjen vid Kungliga Musikhögskolan, och var omkring 1998 medlem av folkmusikgruppen Eter och 1998–2002 medlem av folkmusikgruppen Groupa. 2001 medverkade hon på musikern och kompositören Sofie Livebrants musikaliska projekt Mary's Question. År 2002 kom hennes första soloalbum, Folk Songs. Hon har sedan 2003 medverkat som musiker, sångerska och skådespelerska i ett antal av Peter Oskarsons produktioner vid Folkteatern i Gävleborg och Träteatern i Järvsö, bland annat i Molières Äktenskapsskolan, i Brechts Galileo Galilei samt i Trollkarlen från Oz.
Albumet Svarta ballader, som utkom 2005, innehåller tolkningar av Dan Anderssons dikter och rönte stor uppmärksamhet. Sofia Karlsson fick flera utmärkelser för detta album, bland annat en svensk Grammis (2005) samt den danska motsvarigheten till detta pris. Hon medverkade även på den uppmärksammade skivan Jul i folkton (2005). Svarta ballader har sålts i 60 000 exemplar och Jul i folkton i runt 25 000. Båda siffrorna är mycket bra för genren. Julen 2007 medverkade Karlsson på ytterligare en julskiva, Folkjul.
Sofia Karlsson har vidare medverkat på en hyllningsskiva till Olle Adolphson med sångerna ”Nu är det gott att leva” och ”Helga Andersson”. På en samlingsskiva med Rikard Wolff gjorde hon duetten ”Älskar dig”, som låg på Svensktoppen en längre period under 2005. Karlsson ägnade en stor del av 2006 åt turnerande – mellan 2005 och 2007 gjorde hon över 230 konserter. 
I april 2007 släpptes hennes tredje album, Visor från vinden, med tolkningar av många olika kompositörer och textförfattare, bland andra Peps Persson, Lars Forssell, Fred Åkerström och Evert Taube. Skivan gick under sin första försäljningsvecka upp på albumlistans andra plats. Efter fjärde veckan sålde skivan guld. Karlsson och hennes band är också väldigt populära i Norge och Danmark.
Under 2007 gästspelade Karlsson på andra artisters skivor, till exempel Svante Thuressons och Dan Berglunds. Hon medverkade också på en hyllningsskiva till Cornelis Vreeswijk (se Poem, ballader och lite blues – Återbesöket), där man återinspelade skivan Poem, ballader och lite blues. Karlsson framför där Cornelis tolkning av Frödingdikten Ett gammalt bergtroll.
Sofia Karlsson blev Grammisvinnare även 2007, i kategorin ”Årets folkmusik/visa” med albumet Visor från vinden. Även den danska motsvarigheten till Grammispriset vann Karlsson för samma album. Hon har även 2008 fortsatt med ett flitigt turnerande och drar i regel fulla hus. Sommaren detta år mottog hon det prestigefyllda Dan Andersson-priset. 
I mars 2009 utgavs ett nytt album, Söder om kärleken, med enbart eget material så när som på en sång. Men redan i slutet av 2008 släpptes singeln ”Gamla Stan”, som från början var tänkt att vara med på den kommande skivan men låten togs bort. I stället släpptes ”Skärmarbrink” digitalt över radion i februari som albumets första singel. Söder om kärleken är Sofia Karlssons fjärde album. Det gick direkt in på fjärde plats på svenska albumtopplistan.
År 2009 gav Karlsson även ut en EP med titeln Norr om Eden. Hon turnerade runt Sverige under större delen av året, och sålde denna EP endast under liveframträdandena. I december mottog hon det svensknorska Prins Eugens Kulturpris.
Under Luciafirandet i SVT 2011 sjöng hon julsånger i Göteborgs domkyrka och år 2013 medverkade hon vid Luciafirandet i Örebro.
Sofia Karlsson bor sedan 2018 på en 1600-talsgård i Järvsö med maken, den franske cirkusartisten och musikern Benoît Fauchier (född 1986).

## Diskografi

### Soloalbum
- 2002 – Folk Songs
- 2005 – Svarta ballader
- 2007 – Visor från vinden
- 2009 – Söder om kärleken
- 2009 – Norr om Eden (EP), Gamla Stan (Singel)
- 2009 – Det allra bästa 1999–2009 (inkl. Bonusspår, rariteter och tidigare outgivna låtar)
- 2011 – Levande
- 2014 – Regnet faller utan oss
- 2014 – Good King Wenceslas (med Martin Hederos, digital singel)
- 2015 – Stjärnenätter – Sånger om julen (med Martin Hederos)
- 2019 –  Guitar Stories (med Mattias Pérez och Daniel Ek)
- 2022 – Sånger från broccolifälten[7]
- 2025 – En sång till Selma

### Övrig musik
- 1998 – Eter – Eter
- 1999 – Lavalek – Groupa
- 2001 – Fjalar – Groupa
- 2001 – Östbjörka – Lisa Rydberg (En sång: Till himmelen dit längtar jag)
- 2004 – File Under Folkmusic Sweden – Diverse artister (Två sånger från Folk Songs)
- 2005 – Sånger för livet 7 – Diverse artister (Två sånger: Till min syster och Jag väntar vid min mila)
- 2005 – Älskar dig, älskar dig alltid – Singel (duett) med Rikard Wolff, även på Rikard Wolffs album Allt du kan önska!
- 2005 – Dubbel trubbel – Text & musik Olle Adolphson – Diverse artister (Två sånger: Nu är det gott att leva och Helga Andersson)
- 2005 – Gæstebud – Haugaard & Høirup (En sång: Den danske sang er en ung blond pige)
- 2005 – Jul i folkton – Diverse artister (Seks sånger)
- 2007 – Såna som vi... – Dan Berglund (Duett med Dan Berglund: Hymn)
- 2007 – Michael's Butterfly – Diverse artister, showcase for Sanden Guitars (Två sånger: Jag vet en dejlig rosa med Marie Bergman och Hame, Hame, Hame)
- 2007 – Svante Thuresson & vänner – Svante Thuresson och gästartister (Duett med Svante Thuresson: 904 steg från bussen till din dörr)
- 2007 – Poem, ballader och lite blues – Återbesöket – Diverse artister (En sång: Ett gammalt bergtroll)
- 2007 – Folkjul – A Swedish Folk Christmas – Gunnar Idenstam, Sofia Karlsson, Emma Härdelin, Lisa Rydberg m.fl. (Fyra sånger)
- 2009 – Jul i Folkton live – Jul i folkton (Ale Möller, Roger Tallroth, Esbjörn Hazelius, Sofia Karlsson, Lena Willemark, Lisa Rydberg och Olle Linder)
- 2010 – Alla hjärtans dag och Valentine's Day – Två mp3-filer till fri nedladdning från MTA Productions hemsida, svensk och engelsk version av Steve Earle sin sång från 1996
- 2010 – Le åt det – Frans Haraldsen (Duett med Frans Haraldsen på titellåten)
- 2010 – From Here to Here – Sofie Livebrant (Duett med Sofie Livebrant: No 950/949 Sunset)
- 2010 – Fullt av folk – Olle Linder (Spelar flöjt på en låt)
- 2010 – Sommarnatt i Bohuslän – Singel (duett) med Henning Kvitnes, även på Henning Kvitnes' album For sånne som oss
- 2010 – Dreamers Circus (EP) – Dreamers Circus (Gästmusiker på Idas farväl)
- 2010 – Nu - Gammalt som nytt – Börge Ring (Kör på tre sånger: Våga livet, Kom min älskade och Det finns (Sommarsång))
- 2010 – Sonja Åkesson tolkad av... – Diverse artister (En sång: Ja tack)
- 2011 – Teaterkungen – Stefan Andersson (Duett med Stefan Andersson på Lyckoamuletten)
- 2011 – Till Alf Robertson med kärlek – Diverse artister (En sång: Liljor)
- 2011 – Jul i Folkton: I solvändets tid (Live 2010) – Jul i folkton (Ale Möller, Roger Tallroth, Esbjörn Hazelius, Sofia Karlsson, Lena Willemark, Lisa Rydberg och Olle Linder)
- 2012 – Det kunde lika gärna varit jag – en salig samling sångerskor #1 – Diverse artister, julalbum från Frälsningsarmén (En sång: Höstens guld)

## Priser och utmärkelser
- 2005 – Grammis för Svarta ballader
- 2007 – Grammis för Visor från vinden
- 2008 – Dan Andersson-priset
- 2008 – Manifestpriset för bästa Folk/Visa
- 2009 – Grammis för Söder om kärleken
- 2009 – Prins Eugens Kulturpris
- 2010 – Årets artist på Folk- & världsmusikgalan
- 2010 – Ulla Billquist-stipendiet
- 2011 – Grammis för Levande
- 2013 – Trubadurpriset[8]
- 2015 – Stockholm stads hederspris[9]